# 白庙子镇 (迁西县)
白庙子镇，原为白庙子乡，是中华人民共和国河北省唐山市迁西县下辖的一个乡镇级行政单位。2022年1月，撤乡设镇。

## 行政区划
白庙子乡下辖以下地区：
翻鞍寨村、半壁店村、西员庄村、桥庄子村、东沟峪村、沙岭沟村、陡岭子村、西瓦房庄村、吴庄村、东孤山村、西孤山村、白庙子村、果庄子村、横河村、黑洼村、八里铺村、孟庄村、宋家峪村、南杨庄村、新水庄村、秦家峪村、朱家峪村、廖庄子村、张家峪村、李兴庄村和喜峰寨村。